# Liste der Bodendenkmäler in Stötten am Auerberg
Auf dieser Seite sind die Bodendenkmäler in der schwäbischen Gemeinde Stötten am Auerberg zusammengestellt. Diese Tabelle ist eine Teilliste der Liste der Bodendenkmäler in Bayern. Grundlage ist die Bayerische Denkmalliste, die auf Basis des Bayerischen Denkmalschutzgesetzes vom 1. Oktober 1973 erstmals erstellt wurde und seither durch das Bayerische Landesamt für Denkmalpflege geführt wird. Die folgenden Angaben ersetzen nicht die rechtsverbindliche Auskunft der Denkmalschutzbehörde.

## Bodendenkmäler der Gemeinde Stötten am Auerberg

### Bodendenkmäler in der Gemarkung Remnatsried
| Lage                   | Objekt | Akten-Nr.     | Bild |
| ---------------------- | --- | ------------- | ---- |
| Remnatsried (Standort) | Mittelalterlicher Burgstall. | D-7-8230-0008 |      |
| Remnatsried (Standort) | Mittelalterliche und frühneuzeitliche Befunde im Bereich der katholischen Pfarrkirche St. Thomas in Remnatsried und ihrer Vorgängerbauten. | D-7-8230-0051 |      |

### Bodendenkmäler in der Gemarkung Rettenbach a.Auerberg
| Lage                             | Objekt                                                                     | Akten-Nr.     | Bild |
| -------------------------------- | -------------------------------------------------------------------------- | ------------- | ---- |
| Rettenbach a.Auerberg (Standort) | Grabhügel vorgeschichtlicher Zeitstellung oder Turmhügel des Mittelalters. | D-7-8230-0004 |      |

### Bodendenkmäler in der Gemarkung Steinbach
| Lage                 | Objekt | Akten-Nr.     | Bild |
| -------------------- | --- | ------------- | ---- |
| Steinbach (Standort) | Villa rustica der römischen Kaiserzeit.                                                                                          | D-7-8230-0015 |      |
| Steinbach (Standort) | Frühneuzeitliche Befunde im Bereich der katholischen Kapelle St. Magnus und St. Wendelin in Steinbach und ihrer Vorgängerbauten. | D-7-8230-0056 |      |

### Bodendenkmäler in der Gemarkung Stötten a.Auerberg
| Lage                          | Objekt | Akten-Nr.     | Bild |
| ----------------------------- | --- | ------------- | ---- |
| Stötten a.Auerberg (Standort) | Mittelalterlicher Burgstall. | D-7-8230-0011 |      |
| Stötten a.Auerberg (Standort) | Mittelalterlicher Burgstall. | D-7-8230-0012 |      |
| Stötten a.Auerberg (Standort) | Mittelalterlicher Burgstall. | D-7-8230-0013 |      |
| Stötten a.Auerberg (Standort) | Mittelalterliche und frühneuzeitliche Befunde im Bereich der katholischen Pfarrkirche St. Peter und Paul in Stötten, darunter die abgegangene Kapelle St. Castulus und St. Michael im Friedhof. | D-7-8230-0039 |      |
| Stötten a.Auerberg (Standort) | Frühneuzeitliche Befunde im Bereich der katholischen Kapelle Mariä Heimsuchung in Dattenried.                                                                                                   | D-7-8230-0041 |      |
| Stötten a.Auerberg (Standort) | Frühneuzeitliche Befunde im Bereich der katholischen Kapelle St. Joseph in Geisenhofen. | D-7-8230-0044 |      |